# Ніконов Микола Артурович
Мико́ла Арту́рович Ні́конов (9 серпня 1985 року, м. Кривий Ріг Дніпропетровської області — 12 березня 2022 року, м. Маріуполь Донецької області) — командир першого загону спеціальних операцій капітан 2 рангу 73 МЦСпО Сил спеціальних операцій Збройних сил України, відзначився у ході російського вторгнення в Україну, Герой України з удостоєнням ордена «Золота Зірка».

## Життєпис
Народився 9 серпня 1985 року у місті Кривий Ріг Дніпропетровської області. Закінчив криворізьку загальноосвітню школу № 85.
Служив у 73-му морському центрі спеціальних операцій. У 2011—2012 роках «морський котик» брав участь у міжнародних військових навчаннях. З 2014 року воював на Донбасі, захищаючи свою країну від російських окупантів.
2014 року зі своєю групою 73-го морського центру спеціальних операцій здійснив глибокий розвідувальний рейд до самого кордону з РФ під Новоазовськом, що на Донеччині.
2 червня 2015 року брав участь в атаці групи 73 МЦСпО на опорний пункт російських військ під селищем Чермалик Донецької області, щоб знищити кочівний міномет окупантів, що обстрілював селище.
За 5 років на чолі загону жодного разу не був у відпустці.
Встановив 3 світових рекорди на Ironman в США.

### Російське вторгнення в Україну (2022)
Група під керівництвом капітана 2-го рангу Миколи Ніконова провела зухвалу спецоперацію в окупованому Новоазовську, зайшовши на 70 км в тил ворога та підірвавши військові запаси окупантів. За 12 діб героїчної оборони Маріуполя його підрозділ знищив шість одиниць військової техніки та близько 50 одиниць живої сили противника. Микола Ніконов керував переміщенням підрозділу на більш безпечну ділянку оборонного рубежу та до останнього залишався прикривати підрозділ. Героїчно загинув під вогнем ворожих РСЗВ, коли виводив групу, яка потрапила в оточення. Снаряд, випущений з ворожого БМ-21 «Град», влучив у авто з командиром та старшиною, але підрозділ успішно зайняв вигідну оборонну позицію.

## Нагороди
- Орден Богдана Хмельницького III ступеня (29 липня 2016) — за особисту мужність і високий професіоналізм, виявлені у захисті державного суверенітету та територіальної цілісності України, вірність військовій присязі[4]
- звання «Герой України» з удостоєнням ордена «Золота Зірка» (19 березня 2022, посмертно) — за особисту мужність і героїзм, виявлені у захисті державного суверенітету та територіальної цілісності України, вірність військовій присязі.